# Si accettano scommesse (Sott'e stelle)
Sotto e Stelle è il diciassettesimo album del cantante napoletano Tony Colombo, del 2009 distribuito dalla Seamusica.

## Tracce
1. Sotto e Stelle – 4:47 (L.Aprea, Tony Colombo)
2. Tre Parole – 3:26 (Tony Colombo)
3. Mai Nessuna – 4:00 (Tony Colombo)
4. Nun Tremmà – 3:17 (Tony Colombo)
5. Ma cos'è – 3:53 (Tony Colombo)
6. Io e te – 3:47 (Tony Colombo)
7. Scusa se ti chiamo amore – 4:16 (Tony Colombo)
8. Ragazza Madre – 3:03 (M.Arciello, G.Turco)
9. Tu Sola sei – 3:33 (Tony Colombo)
10. Non vuoi amarmi più – 4:04 (Tony Colombo)
11. Cenerentola è de Napule – 3:40 (A.Casaburi, Gianni Fiorellino)
12. Io T'Arrubbasse – 3:30 (Tony Colombo)
13. Una Realtà – 4:14 (Tony Colombo)

Durata totale: 49:30